# 楊金通
楊金通（？—1628年），字黄理，别號蜀亭，湖广德安府孝感縣軍籍。

## 生平
万历四十六年（1618年）戊午科湖广乡试举人，四十七年（1619年）联捷己未科進士，通政司觀政，本年六月授丹徒縣知縣，有風力，其以理却戚畹，不許輕用皇封，及不附副使米万钟遷民間葬地，尤為當時所重。天啓四年（1624年）應天同考，五年以卓異行取入都，㑹黨禍起，諸吏謬指為楊應山族人，御史潘士闻谓之曰：为何不辨？通笑曰：大洪海內名臣，得附為幸。竟不辨，僅授禮部主事。七年丁卯奉詔訃於周藩，崇祯元年（1628年）丁憂歸，歸家卒。

## 家族
曾祖楊福山。祖父楊璩。父楊慶鍈，生员。